# Ар'є Варшель
Ар'є Варшель (івр. אריה ורשל, англ. Arieh Warshel; 20 листопада 1940) — ізраїльський і американський біохімік і біофізик, лауреат Нобелівської премії з хімії за 2013 рік спільно з Майклом Левіттом і Мартіном Карплусом «за розвиток багатомасштабних моделей комплексних хімічних систем».

## Біографія
Ар'є Варшель народився 20 листопада 1940 року в кібуці Шде-Наум. У 1958—1962 роках проходив службу у армії оборони Ізраїлю та завершив її у ранзі капітана. У 1962 Варшель вступив до університету Техніон у Хайфі, та у 1966 році отримав ступінь бакалавра наук з хімії. У 1967 і 1969 роках навчався в Інституті Вейцмана, де він отримав ступені магістра наук і доктора філософії з хімічної фізики (під керівництвом Шнеура Ліфсона). З 1970 по 1972 роки проходив стажування у Гарвардському університеті в лабораторії Мартіна Карплуса. Після стажування повернувся в Інститут Вайцмана. З 1974 по 1976 роки працював дослідником за EMBO-Fellow у Лабораторії молекулярної біології в  Кембриджі. У 1976 році Ар'є Варшель перейшов на посаду асистента професора хімічного факультету Університету Південної Каліфорні. З 1991 року професор хімії та біохімії. З 2011 року почесний професор.

## Дослідження
Ар'є Варшель розвинув із своїми співробітниками методику та програми для комп'ютерної симуляції функції протеїнів та каталізу ензимів у біології. Основним об'єктом досліджень Ар'є Варшеля є обчислювальні методи стосовно до кореляції структурної функції біологічних молекул , метод QM/MM стосовно до моделювання ферментативних реакцій, молекулярне моделювання біологічних процесів , створення мікроскопічних електростатичних моделей білків , збурення вільної енергії в білках та інші методи. За заслуги в дослідженнях цих методів у 2013 році Варшель був удостоєний Нобелівської премії з хімії.

## Сімейний стан
Ар'є Варшель одружений з 1996 року з Тамар Варшель. Має двох дочок — Мерав і Яель.